# Тадукіпа
Тадукіпа, також Тадухіпа (англ. Tadukhipa, хуритською мовою Таду-Хепа) — донька Тушратти, царя Мітанні (який царював з 1382 до н. е. по 1342 до н. е.) та його цариці Джуні, внучка Шуттарни II.
Відносно небагато відомо про цю принцесу Мітанні. Вважається, що вона  народилася близько 1366 до н. е.. П'ятнадцатьма роками потому Тушратта видав її заміж за Аменхотепа III, аби закріпити союз між Мітанні та Єгиптом. Фараон помер через два роки (1350 до н. е.) після тридцятивосьмирічного перебування при владі, а трон наслідував його син Аменхотеп IV.
Достоіменне продовження її історії невідоме, але деякі вчені асоціюють Тадукіпу з Кійа або Нефертіті, дружинами Ехнатона.
Тадукіпа згадується в семи амарнських листах, що були написані приблизно у 1350–1340 до н. е.